# Belvedere (Santa Lucía)
Belvedere es una localidad de Santa Lucía, que forma parte de los distritos de Canaries y Soufrière.